# زردپره گوناگون
زردپره گوناگون یا زردپره رنگارنگ (نام علمی: Passerina versicolor) گونه‌ای از پرندگان آوازخوان از خانواده کاردینالان (Cardinalidae) است.